# So It Goes…
So It Goes… ist ein Song der US-amerikanischen Popsängerin Taylor Swift. Das Stück erschien als siebter Track auf Swifts sechsten Studioalbum Reputation.

## Entstehung und Mitwirkende
Die Aufnahmen für So It Goes… fanden in den MXM Studios in Los Angeles und in Stockholm statt. Der Mix erfolgte in den Mixstar Studios in Virginia Beach und das Mastering in den Studios von Sterling Sound in New York.
Mitwirkende
- Songwriting – Taylor Swift, Max Martin, Shellback, Oscar Görres
- Produktion – Max Martin, Shellback, Oscar Holter
- Abmischung – John Hanes, Serban Ghenea
- Gesang – Taylor Swift
- Keyboard, Programmierung – Oscar Görres, Shellback, Max Martin
- Klavier – Oscar Görres
- Engineering – Sam Holland, Michael Ilbert
- Assistant Engineer – Cory Brice, Jeremy Lertola
- Mastering – Randy Merrill[1]

## Auszeichnungen für Musikverkäufe
| Land/Region                  | Auszeichnungen für Musikverkäufe (Land/Region, Auszeichnung, Verkäufe) | Verkäufe |
| ---------------------------- | ---------------------------------------------------------------------- | -------- |
| Australien (ARIA)            | Gold                                                                   | 35.000   |
| Neuseeland (RMNZ)            | Gold                                                                   | 15.000   |
| Vereinigtes Königreich (BPI) | Silber                                                                 | 200.000  |
| Insgesamt                    | 1× Silber · 2× Gold ·                                                  | 250.000  |

Hauptartikel: Taylor Swift/Auszeichnungen für Musikverkäufe/Lieder

## Inhalt
So It Goes… gliedert sich folgendermaßen: Verse 1 – Pre-Chorus – Chorus – Verse 2 – Pre-Chorus – Chorus – Bridge – Chorus.